# GalacticaX – A stratégia
A GalacticaX (korábbi nevén Gal6, vagy becenevén Galactica) egy BB-MMOSG (Browser Based Massively Multiplayer Online Strategy Game) kategóriájú böngésző alapú, fordulókra és körökre osztott sc-fi témájú internetes "űrstratégiai" játék volt, amely 2002 és 2017 között közel 15 éven keresztül működött. Utolsó fordulója a 42-ik volt, ezt követően a játék végleg leállt.

## Összefoglaló
A GalacticaX univerzumába regisztrációt követően bárki ingyenesen, szabadon beléphetett. Regisztrációt követően minden hadúr kiválaszthatta a 6 különböző faj közül a neki tetszőt, majd ezt követően egy planéta tulajdonosává vált, ahol lehetősége volt nyersanyagot termelni, kutatásokat végezni, gyárakat építeni. Mivel a nyersanyagkészlet korlátozott volt, ezért minél előbb gondoskodnia kellett az utánpótlásról és a planétája védelméről az ellenséges agresszióval szemben. A GalacticaX alapvetően a nyersanyagért és a nyersanyag termelő ún. "plasmatorok" birtoklásáért folytatott háborúkról szólt, ahol nagy szerepet kapott az egyéni előmenetel mellett a csapatjáték, szövetségek kötése és a politika. A játékrendszerben a "cél" olyan ütőképes hadsereg létrehozása volt, amely megvédett a támadásoktól és győzelemre segített.

## Háttértörténet
A háttértörténetet Burger Mátyás írta, majd a játék végleges verziójához Kovács 'Tücsi' Mihály, a Galaktika magazin tudományos szerkesztője egészítette ki és állította össze.
A történet szerint a GalacticaX Univerzumát az Asconok hozták létre, ahova a világűr hat legagresszívebb faja nyerhet csak bebocsátást.

### Asconok
Egy olyan rejtélyes ősi nép, amelynek se kialakulása, se történelme, sőt későbbi eltűnésének oka sem ismert. Nevüket az astrum constructum - csillagépítők rövidítésből származik. Nekik köszönhetjük a GalacticaX Univerzumának létrehozását, és ők alkották meg a mindenkire érvényes univerzális törvényeket.

### UFFIH
Az Univerzumot alkotó hat faj közösen alapította meg az Univerzumot Felügyelő Fajok Imperátusi Hivatalát, amelynek feladata volt a szabályok és törvények megfogalmazása és betartatása.

### Fajok
A GalacticaX univerzumát 6 egymástól merőben különböző faj képviselői népesítették be. Mindegyik fajnak megvoltak a csak rá jellemző pozitív és negatív tulajdonságai, amelyek más fajok fölé emelték és sebezhetővé tették. Megalkotásuknál fontos szempont volt, hogy minden játékos megtalálja a saját játékstílusára leginkább jellemző típust.

#### Khaduuii
A Khaduuii faj különleges képessége az ún. "blokkolás" volt, azaz a standard támadási képességek mellett képesek voltak hatástalanítani az ellenség egységeit. Az ellenfél blokkolt hajói hasznavehetetlenekké váltak a csata hátralevő részében. A történet szerint ez azzal magyarázható, hogy a Khaduuii faj Atlantisz népe leszármazottjának vallotta magát, és annyira tisztelte az életet, hogy ettől még ellenségeit sem akarta megfosztani.

#### Digitrox
A Digitrox fajt főleg azoknak a játékosoknak volt érdemes választani, akik az egyéni játékélményt preferálták. Mivel ez a faj rendelkezett a legerősebb planétavédelmi rendszerrel, így nagy eséllyel képes volt megvédeni magát önállóan is. Viszont ennek ára volt. A Digitrox faj hajói a leglassúbbak voltak a hat faj közül.

#### Piraati
A GalacticaX kalózai voltak, különleges képességük nem volt más, mint hogy a csatákban nem csak nyersanyagot és plasmatort zsákmányoltak, hanem képesek voltak hajólopásra is az ellenfél flottáiból. Flottáik gyorsak és erősek voltak, így egyaránt szerepet kaphattak támadás és védekezés esetén is.

#### Human
Azok, akik korábban már játszottak más MMO játékokkal és megszerették a Human fajt, lehetőséget kaptak, hogy a GalacticaX-ben is kipróbálják kedvencüket. A Human faj a GalacticaX-ben sokszínű flottájával tűnt ki, semmilyen különleges képessége nem volt, viszont az egyik legtöbb hajótípussal a Humanok rendelkeztek, így népszerűségük töretlen volt a régi, technikás játékosok és a frissen csatlakozottak között egyaránt.

#### Shin
A Shin faj testesítette meg az Erő gonosz oldalát, flottáikról és planétájukról szinte lehetetlen volt pontos adathoz jutni, mert képesek voltak az ún. álcázásra, így az ellenfél soha sem tudhatta biztosan, hogy éppen egy elterelő hadművelet részese, vagy egy erős Shin flottával találja-e szembe magát.

#### Zyk
A Zyk faj jelentette a GalacticaX bogarait, hatalmas kolóniáik nagyon olcsó, de annál törékenyebb hajókkal támadták az ellenfelet, erősségük inkább a hatalmas létszámban, mint a flottájuk tűzerejében rejlett.

### Nyersanyagok
Minden planéta fejlődési lehetőségét, illetve nagyságát a birtokában lévő nyersanyagok mennyisége határozta meg. A plasmatorok felfedezése óta az univerzumban mindössze három nyersanyagot használtak: fémet, kristályt és az üzemanyagként funkcionáló nariont, mivel ezekből az univerzum minden ismert anyaga előállítható volt. Nyersanyagra volt szükség a gyárak, az űrhajók és a védelmi rendszerek építéséhez, a technológia fejlesztéséhez, a gyártáshoz és a flották mozgatásához egyaránt.

### Plasmatorok
A háttértörténet szerint a plasmatorok az űrben keringő önműködő, aszteroida-szerű önműködő gyárak voltak, amelyek felhalmozott készleteikből három nyersanyagot voltak képesek előállítani: fémet, kristályt és nariont. A játékban lehetséges volt "inaktív" plasmatorokhoz is jutni, ez esetben a játékos határozhatta meg, hogy milyen nyersanyag termelésére állítja be azt.

## Felépítés
Regisztrációt követően mindenki egy saját planéta felett rendelkezhetett, ahol a fajának megfelelő technikák segítségével kutathatott, fejleszthetett, nyersanyagot termelhetett, építhetett, flottát gyárthatott, felderíthetett, kémkedhetett.
Mikor már elég erősnek érezte magát és érdekei is azt diktálták, háborút indíthatott más planéták értékeinek megszerzésére, akár egyedül, akár szövetségbe tömörülve. Minden planéta egy maximum 10 főből álló galaxis része volt. Galaxison belül a planéták egymás természetes szövetségesei.
10 galaxis alkotott egy rendszert.
A planétáknak lehetőségük volt szövetséghez csatlakozni. Az egy szövetségbe tömörült planéták száma maximum 100 fő lehetett, ez a szám – ideális esetben – megegyezett egy teljes rendszer létszámával.

## Harcrendszer

### A csaták résztvevői
Az univerzum egyik legfontosabb és egyben legizgalmasabb alapeleme a csata volt.
A GalacticaX egyedülállóan összetett, különleges, de mégis könnyen elsajátítható harcrendszerrel rendelkezett.
A csatákban különböző osztályokba tartozó űrhajókból álló flották vettek részt.
Minden faj ugyanazokból a hajóosztályokból gyárthatott hajókat (Vadász, Naszád, Fregatt, Romboló, Cirkáló vagy Csatahajó). Egy osztályon belül több hajótípussal is rendelkezhetett egy faj.
Fontos stratégiai elem, hogy a hajók flottába rendezhetőek voltak az ellenfél haderejének megfelelően. A flották az egyéni támadás mellett összeállhattak alkalmilag más planéták flottájával, vagy akár állandó szövetséges, sőt régiós (regisztrált ország szerinti) haderővé, így egyesítve az erőket. A flották mellett lehetőség volt planéta védelmi rendszer (PVR) kiépítésére is, amelyek közvetlen utasítás nélkül is képesek voltak ellenállni a támadásoknak, amíg a felmentősereg a játékos segítségére nem érkezett.

### A Hajók
A különböző fajok által választható hajók számos tulajdonsággal rendelkeztek, amelyek döntően befolyásolták a csaták kimenetelét. A paraméterek és tulajdonságok összességéből adódott, hogy mindegyik faj valamennyi hajója eltérő volt. Minden hajónak voltak célpontjai (elsődleges, másodlagos, harmadlagos) amelyek megmutatták, hogy az adott hajó milyen sorrendben lőtt az ellenséges hajókra. A speciális tulajdonságú hajókkal lehetett kémkedni, nyersanyagot zsákmányolni, vagy a planéta védelmi rendszert támadni. Ezek a speciális típusú hajók más feladat elvégzésére alkalmatlanok voltak. A hajók további tulajdonságai a kezdeményező készség, manőverezési képesség, fegyverszám, találati pontosság, hárító pajzs, sebzés és a lövőerő volt.

### Utazás
A sztori szerint a GalacticaX-ben a hajók a térhajlítás segítségével közlekedtek, és már az utazás megkezdése előtt rendelkezniük kellett a visszaútra szükséges üzemanyag (narion) mennyiséggel.
Az utazás idejét befolyásolta a megtenni kívánt távolság, a flotta leglassabb hajójának menetideje és a hajtóművekre vonatkozó fejlesztések készenléti állapota.
Ezenkívül voltak olyan szövetségi fejlesztések is, amelyek lehetővé tették a szövetségi tagok gyorsabb haladását.

### A csata jellemzői
Mivel a teljes univerzum egy hatalmas csatatérként szolgált, ahol csak limitált idő jutott a planéta csinosítgatására, elengedhetetlen volt minél előbb megszerezni a túlélést biztosító harci tapasztalatot.
Lehetőség volt
- több hullámban harcolni
- több irányból előretörni
- támadást időzíteni egy előre meghatározott időpontra.

Mint a valóságban, úgy itt is kihatással lehettek a csata kimenetelére a különböző külső körülmények (támadási alakzat, véletlen stb.)
Ez a rendszer gondoskodott arról, hogy sokszínű legyen az univerzum lételeme, a csata. Így az egyik csatában nyertes stratégia is kártyavárként omolhatott össze egy más összetételű ellenség flottáival szemben.
A csaták végeztével minden részletre kiterjedő jelentést kaptak a résztvevők, amely gondos kiértékelését követően újabb, még az előzőeknél is eredményesebb taktikát lehetett kidolgozni.

## A GalacticaX kreditrendszere
Úgy, mint minden online játéknak, természetesen a GalacticaX-nek is voltak "prémium" szolgáltatásai. A játék valódi pénzért vásárolható virtuális valutája a kredit volt, amivel számos kényelmi funkciót aktiválhatott a játékos. Ilyen volt pl. a nyersanyag-vásárlás, a planéta-extracsomag, privát ("zárt") galaxis vásárlása, stb.

## A GalacticaX fejlesztésének története
- 2002-ben indult a játék fejlesztése a máig működő Planetarion játék alapján, egy 4 fős baráti társaság keltette életre az univerzum alapjait akkor még Galactica néven.
- 2006 őszén pénzügyi befektetők révén új lendületet kap a fejlesztés.
- 2007 őszén érkezik a fejlesztők mellé az a szakmai befektetői csoport, akiknek irányítása alatt
- 2009 márciusában egy zárt teszt időszakot követően egy teljesen megújult Gal6 nevű univerzum vált elérhetővé, most már nem csak magyar, de angol és szlovák nyelven is.
- 2010 nyarán a játék fejlesztőcsapata teljesen lecserélődött. A frissen érkezett fejlesztők legfőbb feladatuknak tűzték ki a játék bizonytalan motorikus alapjainak javítását, majd fejlesztését. A váltáskor újításokat is bemutattak, mint például az új planéta-profilt, illetve dizájn-fejlesztéseket is eszközöltek a rendszeren.
- 2012 tavaszáig szerepelt az univerzum Gal6 néven. Egy új fejlesztési projekt indításával a játék a GalacticaX névre váltott, melynek megalapozója számos motorikus hiba eltűnése, illetve egy szervercsere volt. Az új fejlesztési projekt tartalmazta a játék teljes motorikus stabilizálásának, illetve az ebből következő funkcionális és dizájn-újításoknak tervét.
- A játék tulajdonjoga a megalapítás óta számos alkalommal cserélt gazdát, így a játék gyakran tudhatta magát bizonytalan anyagi helyzetben, aminek következtében a játék fejlesztési menete meglehetősen akadozott. 2012 decemberében a rendszer egy átfogó dizájn-megújuláson esett át: az alapvető elemek és a felépítés koncepciója megőrződött, ám a fejlesztők javítottak a játék átláthatóságán, illetve bevezették a piktogramok használatát és a szövetségbeli szavazási rendszert

## A fejlesztési történet a fordulókat tekintve

### A kilencedik forduló újdonságai
- Többnyelvű univerzum
- Teljes dizájnváltás többek közt logikus, áttekinthetőbb menürendszerrel, új kényelmi funkciókkal
- Grandiózus háttértörténet
- 4 hónapos fordulók
- Forduló archívum
- Részletes, gazdagon illusztrált kézikönyv
- Professzionálisan szerkesztett Hírportál a gal6 szövetségekkel és régiókkal kapcsolatos aktualitásokról, eseményekről
- Saját időszámítás (gal6time)
- Prémium szolgáltatások
- Stratégiai térkép
- Komplex, interaktív Userbox
- Átdolgozott kreditrendszer

### A tizenkettedik forduló újdonságai
- Megújult planétaprofil
- Dizájn-javítások
- Megújult kitüntetések bevezetése

### A tizennegyedik forduló újdonságai
- Megújult fórum-dizájn

### A tizenkilencedik forduló újdonságai
- Új játék és domain név: GalacticaX

### A huszonkettedik forduló újdonságai
- Piktogramok bevezetése
- Dizájn-elemeken való átfogóbb módosítások
- Szövetségi szavazórendszer

### Az utolsó, azaz a negyvenkettedik forduló
- A játék a negyvenkettedik forduló végén leállt

## A "Game Over", avagy a rendszerleállás
A GalacticaX szervere végül 2017 második felében, a 42-ik forduló zárásával állt le. Maga a leállás ténye 2017-ben már nem számított meglepetésnek a felhasználók körében, ugyanis a játék kb. már 5 évvel a bezárás előtt könnyen értelmezhető jeleket mutatott arra vonatkozóan, hogy a rendszer visszafordíthatatlan népszerűség-csökkenésbe kezd. Ez a folyamat vezetett a 2017-es leálláshoz.

### A népszerűség-csökkenés okai
Elmondható, hogy a játékrendszer 2009-ben megújult Gal6 és GalacticaX típusú formátuma kb. 2013-ig volt népszerű szórakoztatóipari és üzleti modell a piacon. Habár a maga nemében a GalacticaX az elsők között volt 2002-ben, akik az MMOSG típusú játékok alapjait letették (egységek csoportosításával zajló flottaszerű hadakozás, egység-attribútumok által kalkulált csaták, körökre osztott időrendszer, stb), az üzleti és gamer-piaci igények brutális gyorsaságú változékonyságával már nem sikerült tartania a lépést. Az a játékrendszer, ami egykoron a GalacticaX egyediességét jelentette, az 2013 környékére már minden ugyanilyen típusú játék alapkövetelményei közé tartozott. Noha ez nem jelentette azt, hogy a GalacticaX emiatt elveszítette az egyediességét és kultuszát, azonban bárminemű marketing vagy esetleges befektetői tevékenységre teljes mértékben alkalmatlanná vált, mint termék. A megújulás és a fejlesztések hiánya továbbá jelentős és folyamatos játékosszám-csökkenést eredményeztek. Mivel a játék a története során (főleg erősen ellentmondásos üzleti döntések miatt) számos alkalommal kényszerült tulajdonost és fejlesztőgárdát - ezáltal jövővíziót cserélni, így a piaci igényektől való lemaradás sajnos mind üzletileg, mint technikailag kódolva volt a játék életgörbéjébe. Tulajdonképpen ez eredményezte azt, hogy a játék fejlesztése és marketingje sosem tudott igazán "előre tervezni". Így mire az ominózus játékpiac olyannyira kinőtte magát a 2010-es évek közepére, a GalacticaX sajnos éveken belül messze lemaradt, s a korábban erős bevételeket hozó hónapok alábbhagytak egészen addig, hogy a játék végül már csak stagnáló, éppen öneltartó eredményeket tudott produkálni. 2017-re azonban a megmaradt pár száz játékos jelenléte már nem tudott elegendő bevételt termelni annak érdekében, hogy a játék fenntartsa magát, így közel 15 év után az "Univerzum" bezárta kapuit. A leálláskor a játék tulajdonosai az elköszönő és záróközleményükben megemlítették, hogy amennyiben újra gazdaságosnak és logikusnak látnák a játék működtetését, úgy szóba jöhet az újraindulás, azonban a fentebbiek fényében ez nagy mértékben valószínűtlen. Mivel a bezáráskor a játék több, mint fél évtizednyi lemaradásban volt a piachoz képest, így nem tűnne logikusnak és eredményesnek a rendszer esetleges reaktiválása.